# Fuenlabrada
Fuenlabrada és un municipi de la Comunitat de Madrid que pertany a l'Àrea Metropolitana de Madrid. Limita amb Móstoles, Arroyomolinos, Moraleja de Enmedio, Getafe, Humanes de Madrid i Leganés. El nom de Fuenlabrada probablement ve de Fuente Labrada, per una font construïda a l'actual Loranca, llogaret precursor de Fuenlabrada al costat de la de Fregacedos, cap al segle xii.

## Economia
El polígon industrial Cobo Calleja ocupa 165 hectàrees i està ple de negocis d'empresaris xinesos: grans supermercats, botigues de mobles, roba, flors, aparells i sabates. Ês un lloc on no es paga l'IVA i sol haver-hi batudes policials des de finals de la dècada del 2000 per les actuacions de blanqueig de diners, frau i prostitució.

## Personatges il·lustres
- Fernando José Torres Sanz, futbolista (1984).
- Dionisio Aguado García, compositor i guitarrista clàssic (1784-1849).
- Roberto Dueñas Hernández, jugador de bàsquet.
- Leo Jiménez, ex-vocalista de Saratoga i actual vocalista de Stravaganzza (1979-).
- Daniel Moreno Fernández, ciclista (1981).
- Álvaro Cámara Rey, futbolista.
- ΔΦ, artista urbà anònim.
- Germán Sánchez (@gersanc_), actor i creador de contingut.[2]